# Bart De Strooper
Bart De Strooper (Tielt, 29 januari 1960) is een Vlaams moleculair bioloog verbonden aan het VIB-KU Leuven Centrum voor Hersenonderzoek, hoofd van het Laboratorium voor Onderzoek naar Neurodegeneratieve Ziektes en sinds 2002 gewoon hoogleraar aan de KU Leuven. Daarnaast was hij aan het Vlaams Instituut voor Biotechnologie directeur van de 220 personen-tellende afdeling VIB Center for the Biology of Disease at KU Leuven en is hij nu directeur van het UK Dementia Research Institute.

## Biografie
De Strooper behaalde zijn artsendiploma aan KU Leuven in 1985 en werd er licentiaat in de biomedische wetenschappen in 1987, beide masters "cum maxima laude". Hij promoveerde er tot doctor in 1991. Als postdoc werkte hij in 1994 voor het European Molecular Biology Laboratory in Heidelberg. In 1999 begon hij eigen onderzoek aan het Leuvense Centrum voor Menselijke Erfelijkheid, voor KU Leuven en VIB. Zijn werk naar de rol van de presenilines in de ziekte van Alzheimer leidde tot twee publicaties in het vakblad Nature (in 1998 en 1999). Bijna vijfhonderd publicaties later, en met een twintigtal patenten op zijn naam, leidt hij direct een onderzoeksteam in Leuven van meer dan veertig personen. De Strooper heeft een h-index van 110.

### Onderzoeksresultaten
Zijn onderzoeksdomein richt zich op de genetische basismechanismen die verantwoordelijk zijn voor de ziekte van Alzheimer en de ziekte van Parkinson. Hij bestudeert het gamma-secretase enzym, een protease die het eiwitfragment bèta-amyloïde van het veel grotere APP-eiwit (Amyloid Precursor Protein of amyloïde voorlopereiwit) splitsen. Als die splitsing niet correct gebeurt, ontstaan te lange amyloïde-peptides, en wanneer deze samenklitten vormen zij de plaques, de eiwitophopingen in de hersenen die leiden tot het afsterven van zenuwcellen en zo tot geheugenverlies bij de ziekte van Alzheimer. Zo probeert men samenklitten van deze amyloide bèta eiwitten te voorkomen of plaques weer af te breken.
Hij ontdekte samen met zijn team dat het blokkeren van een eiwit, aangeduid als GPR3, bij proefcellen en proefdieren leidt tot vermindering van de plaques. Deze doorbraak kan in de toekomst leiden tot een nieuw geneesmiddel tegen de ziekte van Alzheimer dat het afsterven van deze zenuwcellen kan vertragen of stoppen.
Met een western blot-techniek konden hij en de Mexicaanse professor Lucía Chávez-Gutiérrez, ook lid van het Leuvense team, aantonen hoe genetische mutaties bij de erfelijke vorm van de ziekte en de impact van temperatuur ertoe leiden dat de plaques zich vormen. Zolang er een stabiele eiwitinteractie is, stelt zich geen probleem. Eiwitten worden gevormd als lange slierten in de hersenen, slierten die gesplitst worden in kortere stukjes. Bij personen met Alzheimer loopt het mis bij dit splitsen, door genetische afwijkingen en veelal ook in omstandigheden van hogere temperatuur, bij koortsopstoten. Er ontstaan te lange, schadelijke stukken amyloide bèta die dan samenplakken tot plaques. Hiermee wordt ook duidelijk waarom mensen die lijden aan de erfelijke aandoening van Middellandse Zee-koorts, een ziekte met veel koortsopstoten, ook meer voorkomens hebben van Alzheimer. Cruciaal in heel het proces is dus de eiwitinteractie. Chávez-Gutiérrez stelt: “Hoe stabieler de verbinding tussen gamma-secretase en amyloid bèta, hoe meer tijd er is om het verder af te breken. Met als gevolg de productie van kleinere, minder schadelijke amyloide bèta fragmenten.” Medicatie dient dus er enkel voor te zorgen dat de interactie tussen gamma secretase en amyloide bèta stabiel blijft. Dit is een duidelijke opdracht voor een academische drug discovery unit voor de zoektocht naar nieuwe therapeutische kandidaat-geneesmiddelen.

### UK Dementia Research Institute
Eind 2016 nam hij daarnaast ook de leiding op zich van het UK Dementia Research Institute, met als een van de kerninstellingen het University College London. Het instituut ontving een onderzoeksfonds ter waarde van 250 miljoen Britse ponden (300 miljoen euro) van de Britse overheid om onderzoek te doen naar dementie. Hiervoor pendelt De Strooper heen en weer tussen Londen en Leuven.

## Erkenning
De Strooper was laureaat van de FEBS price for outstanding research in Biochemistry van het Duitse “Gesellschaft für Biochemie und Molekularbiologie” (1999), de EKN Innovation in Neurosciences price van de Belgisch-Nederlandse “society for experimental and clinical neurology” (2000), samen met Christian Haass de Potamkin Prize van de “American Academy of Neurology” (2002) en de Alois Alzheimer Award van de “Deutscher Gesellschaft für Gerontopsychiatrie und psychotherapie” (2003).
De Strooper was in 2005 de laureaat van de Excellentieprijs Dr. Joseph Maisin voor fundamenteel biomedische wetenschappen van het Fonds voor Wetenschappelijk Onderzoek - Vlaanderen. Deze prijs levert ook € 100.000 op. In 2008 ontving hij de Metlife Foundation Award for Medical Research.
Daarnaast is hij titularis van de Arthur Bax en Anna Vanluffelen Leerstoel voor de ziekte van Alzheimer. De Strooper is een verkozen lid van EMBO, de European Molecular Biology Organisation, editor en referee voor talrijke wetenschappelijke tijdschriften, adviseur voor verschillende grote farmaceutische bedrijven en biotech bedrijven en lid van verschillende wetenschappelijke raden. Hij was lid van de “Joined Programming for Neurodegenerative diseases” van de Europese Unie. Hij is lid van de selectiecommissie van de Europese onderzoeksraad en lid van de European Academy of Sciences.
In 2018 kreeg hij het ereteken van Commandeur in de Leopoldsorde.
Hij was een van de 4 laureaten van de gerenommeerde Brain Prize in 2018. Deze prijs van 1 miljoen EUR werd voor het achtste jaar op rij uitgereikt door het Deense Lundbeckfonden. Hij deelde de prijs met collega's John Hardy, Christian Haass en Michel Goedert.

## Kernpublicaties
- De Strooper, B., Saftig, P.; Craessaerts, K.; Vanderstichele, H.; Guhde, G.; Annaert, W.; von Figura, K.; Van Leuven, F. (1998). Deficiency of presenilin-1 inhibits the normal cleavage of amyloid precursor protein. Nature 391 (6665): 387–90. PMID 9450754. DOI: 10.1038/34910.
- De Strooper, B., Kopan, R.; Annaert, W.; Cupers, P.; Saftig, P.; Craessaerts, K.; Mumm, J. S.; Schroeter, E. H.; Schrijvers, V.; Wolfe, M. S.; Ray, W. J.; Goate, A. (1999). A presenilin-1-dependent gamma-secretase-like protease mediates release of Notch intracellular domain. Nature 398 (6727): 518–22. PMID 10206645. DOI: 10.1038/19083.

- International Standard Name Identifier: 0000 0004 3486 1028
- Library of Congress Control Number: nb2010001246
- Nationale Bibliotheek van Israël: 987007391948905171
- ORCID: 0000-0001-5455-5819
- Système universitaire de documentation: 144508508
- Virtual International Authority File: 173647690
- WorldCat: E39PBJrGvPrmYcXrWWXC9v34v3